# Johannes Mebus
Johannes Georg Dietrich Mebus (* 19. November 1896 in Middelburg, Transvaal; † 8. Januar 1979 in Leonberg) war ein evangelischer Theologe und deutscher Politiker der Blockpartei CDU der DDR.

## Leben
Johannes Mebus war der Sohn des Geologen Dr. Erwin Mebus und besuchte Gymnasien in Rudolstadt, Erfurt, dort das Realgymnasium, und Berlin, bevor er ein Theologiestudium an der Universität Jena aufnahm, das er in Berlin fortsetzte. 1920 wurde er Hilfsprediger der Friedrichswerdersche Kirche in Berlin und in Schmargendorf. Nach der Ordination am 7. November 1921 wechselte er als Pfarrer nach Grössin, 1927 an die Petrikirche in Bielefeld. Nach seiner Ausweisung durch die Gestapo 1936 aufgrund einer tätlichen Auseinandersetzung am Zugang zum Gemeindehaus war er von 1936 bis 1938 kommissarischer Pfarrer in Helbra, Kreis Eisleben. Danach war er 30 Jahre lang bis 1968 Pfarrer an St. Thomas zu Erfurt. Hier wurde er Superintendent und 1954 Senior des Evangelischen Ministeriums Erfurt. Die Versetzung in den Ruhestand erfolgte 1968.

## Familie
Mebus war seit dem 2. August 1938 verheiratet mit Irmgard Hebel, Tochter des Oberarztes Karl Hebel, und hatte zwei Söhne.

## Abgeordneter
Von 1946 bis 1950 war Mebus Mitglied der Stadtverordnetenversammlung Erfurt, des Landtags in Thüringen und der Volkskammer. Im Thüringer Landtag wirkte er als Fraktionsvorsitzender der CDU, die er in Thüringen mitbegründet hatte.